# 詹世用
詹世用（1531年—？），字汝賓，江西廣信府弋陽縣人，民籍，明朝政治人物。

## 生平
隆慶元年（1567年）丁卯科江西鄉試第十一名舉人，二年（1568年）中式戊辰科會試第一百三十三名，三甲第一百三十五名進士。曾任福建侯官縣知縣。

## 家族
曾祖詹印；祖父詹瓏；父詹晏，母畢氏。